# Hadiputradila Saswadimata
Hadiputradila Saswadimata  (* 5. Februar 2000 in Singapur), mit vollständigen Namen Hadiputradila bin Saswadimata, ist ein singapurischer Fußballspieler.

## Karriere
Hadiputradila Saswadimata erlernte das Fußballspielen in der Singapore Sports School sowie in der Jugendmannschaft des Erstligisten Home United. Seinen ersten Vertrag unterschrieb er 2020 bei Tanjong Pagar United. Der Verein spielte in der ersten Liga, der Singapore Premier League. Bis zu seinem Antritt zum Militärdienst bestritt er für Tanjong 13 Erstligaspiele.

## Sonstiges
Hadiputradila Saswadimata ist der Bruder von Ribiyanda Saswadimata.